# Dongmafang (sockenhuvudort i Kina, Shanxi Sheng, lat 38,68, long 112,32)
Dongmafang är en sockenhuvudort i Kina. Den ligger i provinsen Shanxi, i den norra delen av landet, omkring 93 kilometer norr om provinshuvudstaden Taiyuan. Antalet invånare är 6 450. Befolkningen består av 3 090 kvinnor och 3 360 män. Barn under 15 år utgör 21,0 %, vuxna 15-64 år 68 %, och äldre över 65 år 10,0 %.
Runt Dongmafang är det tätbefolkat, med 266 invånare per kvadratkilometer. Närmaste större samhälle är Huabeitun, 19,5 km väster om Dongmafang. Trakten runt Dongmafang består i huvudsak av gräsmarker.
Genomsnittlig årsnederbörd är 613 millimeter. Den regnigaste månaden är juli, med i genomsnitt 191 mm nederbörd, och den torraste är januari, med 2 mm nederbörd.